# Rio Cojassu (Quenes)
O rio Cojassu (em turco: Kocasu Çayı[a]), também chamado de rio Quenes (em turco: Hınıs Çayı), é um dos afluentes do rio Murate na região da Anatólia Oriental, na Turquia.

## Geologia e geografia
Durante os fatores de erosão e processos de atividades vulcânicas nas montanhas Bingol, vales foram formados a partir de vários degraus ou níveis semelhantes a escadas de baixo para cima. O Cojassu se origina das montanhas Bingol no oeste de Quenes e ao norte de Varto. Consiste numa combinação de mais de 20 riachos vindos dos vales que se estendem horizontalmente do oeste até Quenes. Depois de receber as águas que descem das montanhas Hamurperte, passando por Carachobane, desce da fronteira de Manzicerta até as fronteiras do distrito de Bulaneque e se mistura ao rio Murate perto da vila de Sarepenar.